# Sigrid Neraasen
Sigrid Bilstad Neraasen (5 de marzo de 1994) es una deportista noruega que compite en biatlón. Ganó una medalla de bronce en el Campeonato Europeo de Biatlón de 2016, en el relevo mixto.

## Palmarés internacional
| Campeonato Europeo | Campeonato Europeo | Campeonato Europeo | Campeonato Europeo |
| Año                | Lugar              | Medalla            | Prueba             |
| ------------------ | ------------------ | ------------------ | ------------------ |
| 2016               | Tiumén (Rusia)     | Medalla de bronce  | Relevo mixto       |